# FC Lokomotíva Košice
FC Lokomotíva Košice – słowacki klub piłkarski z siedzibą w Koszycach.

## Osiągnięcia
- Puchar Czechosłowacji (2): 1977, 1979
- Puchar Słowacji (3): 1977, 1979, 1985

## Historia
Lokomotíva Košice założony został w 1946 roku. Klub rozegrał 29 sezonów w I lidze czechosłowackiej. Najwyższe, czyli trzecie miejsce w lidze czechosłowackiej, klub zajął w sezonie 1951 i 1977/78.
Puchar Czechosłowacji zdobyty w 1977 roku pozwolił klubowi zadebiutować w europejskich pucharach – w Pucharze Zdobywców Pucharów w sezonie 1977/78. W pierwszej rundzie Słowacy trafili na szwedzki zespół Östers IF Växjö. Po bezbramkowym meczu w Koszycach Lokomotíva zremisował w Växjö 2:2 i dzięki większej liczbie goli zdobytych na wyjeździe awansował do 1/8 finału. Pierwszą bramkę w europejskich pucharach zdobył dla klubu Ladislav Jozsa. W następnej rundzie przeciwnikiem był austriacki klub Austria Wiedeń. Także i tym razem żadna z drużyn nie zdołała wygrać meczu, jednak po bezbramkowym remisie w Wiedniu remis 1:1 w Koszycach dał awans drużynie Austrii. Później okazało się, że Lokomotíva została wyeliminowana przez finalistę tej edycji pucharu.
Dzięki trzeciemu miejscu w sezonie 1977/78 Lokomotíva wziął udział w Pucharze UEFA w sezonie 1978/79. Już w pierwszej rundzie drużyna ze Słowacji trafiła na trudnego rywala – włoski klub A.C. Milan. W Mediolanie AC Milan wygrał 1:0. W Koszycach Ján Kozák na 9 minut przed końcem spotkania wyrównał stan dwumeczu, doprowadzając do dogrywki. Ponieważ dogrywka nie przyniosła rozstrzygnięcia, sędzia zarządził rzuty karne. Zwycięzcą okazał się AC Milan, wygrywając 8:7.
Kolejny Puchar Czechosłowacji zdobyty w 1979 roku pozwolił klubowi na trzeci i ostatni jak dotąd występ w europejskich pucharach – w Pucharze Zdobywców Pucharów w sezonie 1979/80. W pierwszej rundzie Lokomotíva wyeliminował austriacki klub SSW Innsbruck, wygrywając oba mecze – na wyjeździe 2:1 i u siebie 1:0. W 1/8 finału rywalem był zdobywca Pucharu Jugosławii klub HNK Rijeka. W Koszycach Lokomotíva  wygrała 2:0, jednak w Rijece rywale już w pierwszej połowie wyrównali straty. W drugiej połowie dodali jeszcze jedną bramkę i dzięki wysokiemu zwycięstwu 3:0 do ćwierćfinału awansowała drużyna jugosłowiańska.
Ostatnim poważnym sukcesem klubu było zdobycie Pucharu Słowacji w sezonie 1984/85. Nie udało się jednak zdobyć Pucharu Czechosłowacji, gdyż Lokomotíva przegrał 2:3 ze zdobywcą Pucharu Czech Duklą Praga. W sezonie 1985/86 klub zajął przedostatnie, 15. miejsce w I lidze czechosłowackiej i spadł do II ligi. Był to ostatni występ klubu w najwyższej lidze Czechosłowacji.
Po rozpadzie Czechosłowacji Lokomotíva wziął udział w pierwszej edycji nowej I ligi słowackiej w sezonie 1993/94 zajmując 8. miejsce na 12 uczestników. W pozostałych sezonach klub z Koszyc nie spisywał się lepiej, plasując się poniżej środka tabeli, aż w sezonie 1997/98 zajął przedostatnie 15. miejsce i spadł do II ligi. W sezonie 1999/2000 Lokomotíva zajął w II lidze słowackiej przedostatnie 17. miejsce i spadł do III ligi, a w sezonie 2003/04 spadł do IV ligi. Obecnie klub gra w 2. lidze słowackiej.
5 grudnia kluby ogłosił upadłość. 

### Nazwa
- 1946 ŠK Železničiari Košice
- 1946 ŠK Železničiari Sparta Košice (fuzja z ŠK Sparta Košice)
- 1949 ZSJ Dynamo ČSD Košice (fuzja z Sokol Jednota Dynamo Košice)
- 1952 TJ Lokomotíva Košice
- 1965 TJ Lokomotíva VSŽ Košice (fuzja z TJ VSŽ Košice)
- 1967 TJ Lokomotíva Košice (koniec fuzji z TJ VSŽ Košice)
- 1990 FK Lokomotíva Košice (oddzielenie się sekcji piłki nożnej)
- 1994 FK Lokomotíva Energogas Košice
- 1999 FK Lokomotíva PČSP Košice
- 2003 FC Lokomotíva Košice

## Europejskie puchary
Legenda do wszystkich tabel:
- Q – runda eliminacyjna, 1/16, 1/8, 1/4, 1/2 – odpowiednia faza rozgrywek, Grupa – runda grupowa, 1r gr – pierwsza runda grupowa, 2r gr – druga runda grupowa, F – finał, R – runda, PO – play-off
- k. – rzuty karne, los. – losowanie, Dogr. – dogrywka, w. – zasada bramek strzelonych na wyjeździe

| Sezon   | Rozgrywki                 | Runda | Przeciwnik          | Dom | Wyjazd | Ogólnie     |
| ------- | ------------------------- | ----- | ------------------- | --- | ------ | ----------- |
| 1977/78 | Puchar Zdobywców Pucharów | 1R    | Östers IF           | 0–0 | 2–2    | 2–2, w.     |
| 1977/78 | Puchar Zdobywców Pucharów | 2R    | Austria Wiedeń      | 1–1 | 0–0    | 1–1, w.     |
| 1978/79 | Puchar UEFA               | 1R    | A.C. Milan          | 1–0 | 0–1    | 1–1, k: 6–7 |
| 1979/80 | Puchar Zdobywców Pucharów | 1R    | FC Wacker Innsbruck | 2–1 | 1–0    | 3–1         |
| 1979/80 | Puchar Zdobywców Pucharów | 2R    | NK Rijeka           | 2–0 | 0–3    | 2–3         |